# Michel de Certeau
Michel de Certeau (Chambéry, 1925 - Paris, 9 de janeiro de 1986) foi um historiador e erudito francês. Intelectual jesuíta, dedicou-se, principalmente, ao estudo nas áreas da psicanálise, filosofia, ciências sociais, teologia e teoria da história.

## Vida
Depois de obter graduação em estudos clássicos e filosofia nas universidades de Grenoble, Lyon e Paris, passou a receber educação religiosa em um seminário em Lyon, onde ele entrou na ordem dos Jesuítas em 1950 e foi ordenado em 1956. Certeau inicialmente entrara na ordem dos Jesuítas, esperando atuar como missionário na China. No mesmo ano em que foi ordenado, tornou-se um dos fundadores da revista Christus, com a qual ele esteve ativamente envolvido durante boa parte de sua vida.
Em 1960 recebeu o doutoramento em Teologia pela Sorbonne, com uma tese a respeito dos escritos místicos de Jean-Joseph Surin. Posteriormente, ficou conhecido ao publicar um artigo relacionado com os eventos da revolta estudantil de  Maio de 1968, na França. Lecionou em diversas universidades  do mundo, como Genebra, San Diego e Paris.  Durante as décadas de 1970 e 1980,  publicou uma série de trabalhos que deixaram nítido o seu interesse pelo misticismo, pela fenomenologia e pela psicanálise. Faleceu aos 60 anos, em decorrência de um câncer de pâncreas.
Na historiografia, Certeau fez parte da chamada terceira geração da Escola dos Annales e suas obras são consideradas de grande importância, principalmente os trabalhos voltados para a teoria da história, o estudo das práticas sociais e da multiplicidade cultural.

## Obras

### Originais
- Mémorial du Bienheureux Pierre Favre, trad. et commenté par Michel de Certeau, Desclée de Brouwer, Paris, 1960.
- Guide spirituel pour la perfection de Jean-Joseph Surin, texte établi et présenté par M. de Certeau, Desclée de Brouwer, Paris, 1963.
- La Correspondance de Jean-Joseph Surin, texte établi et présenté par Michel de Certeau, Préface de Julien Green, Desclée de Brouwer, Paris, 1966, 1827 p.
- L'Étranger ou l'union dans la différence, coll. "Foi vivante" (n° 116), Desclée de Brouwer, Paris, 1969; nouvelle éd. établie et présentée par Luce Giard, 1991.
- L'Absent de l'histoire, Mame, Paris, 1973.
- Le Christianisme éclaté, Seuil, Paris, 1974.
- Une Politique de la langue : la Révolution française et les patois : l'enquête de Grégoire, en collab. avec Dominique Julia, Jacques Revel, Gallimard, Paris, 1975; rééd. 1986.
- L'Écriture de l'histoire, Gallimard, Paris, 1975.
- Une Politique de la Langue: La Révolution Française et les :Patois, l'enquête de Grégoire. Com Dominique Julia e Jacques Revel.  1975.
- La Possession de Loudun : textes choisis et présentés par M. de Certeau, Julliard, Paris, 1978.
- La Fable mystique : XVI et XVII, Gallimard, Paris, 1982; rééd. 1995.
- L'Ordinaire de la communication, en collab. avec Luce Giard, Dalloz, Paris, 1983.
- Le Parler angélique. Figures pour une poétique de la langue, in Id. et al., La Linguistique fantastique, Clims et Denoël, Paris, 1985.
- La Faiblesse de croire,  texte établi et présenté par Luce Giard, Seuil, Paris, 1987.
- Histoire et psychanalyse entre science et fiction, Présentation de Luce Giard, Gallimard, Paris, 1987.
- Le Voyage mystique : Michel de Certeau, sous la dir. de Luce Giard, Recherches de sciences religieuses, Paris, 1988.
- L'Invention du quotidien, 1. Arts de faire et 2. Habiter, cuisiner, éd. établie et présentée par Luce Giard, Gallimard, Paris, 1990.
- La Culture au pluriel, recueil d'articles réunis sous la dir. de M. de Certeau en 1974; 3è éd. corrigée et présentée par Luce Giard, Seuil, Paris, 1993.
- La Prise de parole. Et autres écrits politiques, éd. établie et présentée par Luce Giard, Seuil, Paris, 1994.
- Le Lieu de l'autre - Histoire religieuse et mystique, Seuil, Paris, 2005.

### Traduções para o português
- A Cultura no Plural. Papirus, 1974.
- A Invenção do Cotidiano. Vozes, vol. 1 e vol. 2 1974.
- A Escrita da História. Forense, 1975.

### Traduções para o espanhol
- Historia y psicoanálisis México: Universidad Iberoamericana, 2003
- La fábula mística. Siglos XVI - XVII México: Universidad Iberoamericana, 2004
- La debilidad de creer. Buenos Aires y Madrid, Katz Barpal Ed., 2006, ISBN 8460983594.
- El lugar del otro. Buenos Aires y Madrid, Katz Barpal Ed., 2007, ISBN 978-84-96859-04-3